# Камарсак
Камарсак (фр. Camarsac) насеље је и општина у југозападној Француској у региону Аквитанија, у департману Жиронда која припада префектури Бордо.
По подацима из 2011. године у општини је живело 948 становника, а густина насељености је износила 177,2 становника/km². Општина се простире на површини од 5,35 km². Налази се на средњој надморској висини од 44 метара (максималној 99 m, а минималној 24 m).

## Демографија
| 1962. | 1968. | 1975. | 1982. | 1990. | 1999. | 2011. |
| ----- | ----- | ----- | ----- | ----- | ----- | ----- |
| 415   | 420   | 543   | 766   | 743   | 771   | 948   |

График промене броја становника у току последњих година